# Maurizio Gasparri
Maurizio Gasparri (Roma, 18 luglio 1956) è un politico e giornalista italiano, dal novembre 2023 capogruppo di Forza Italia-Berlusconi Presidente-PPE al Senato.
 È stato ministro delle comunicazioni nel governo Berlusconi II, presidente del gruppo parlamentare de Il Popolo della Libertà al Senato nella XVI legislatura della Repubblica Italiana e vicepresidente del Senato della Repubblica nella XVII legislatura e nel primo anno della XIX.

## Biografia

### Origini e formazione
Nato a Roma, da genitori originari di Roscigno (Salerno) in Campania, figlio del generale dei carabinieri Domenico Gasparri (1919-2017) e di Iole Siani (1921-2009), ha un fratello: Clemente, generale di corpo d'armata e vice comandante generale dell'Arma dei Carabinieri dal 7 marzo 2012 al 6 marzo 2013. È grande tifoso della Roma.
Dopo aver conseguito la maturità classica presso il liceo Torquato Tasso di Roma, si è dedicato alla politica.

### Carriera politica

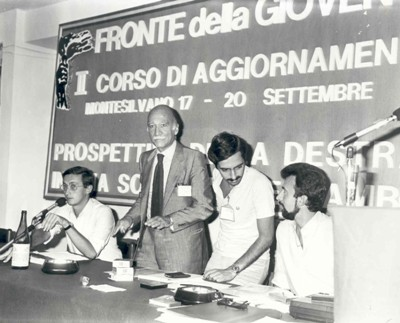
Gasparri in un corso di aggiornamento del Fronte della Gioventù nel 1981 con Giorgio Almirante, il segretario del FdG Gianfranco Fini e Almerigo Grilz.

Negli anni '70 diviene segretario provinciale del Fronte della Gioventù (FdG), l'organizzazione giovanile del Movimento Sociale Italiano-Destra Nazionale (MSI-DN). L'allora segretario nazionale Gianfranco Fini nel 1979 lo vuole come suo vice nel FdG. Dal 1982 al 1984 è direttore della rivista dell'organizzazione, Dissenso.
Nel 1983, a 27 anni è già vicesegretario del Fronte della Gioventù, è entrato nella redazione del Secolo d'Italia, organo politico del MSI-DN come praticante. Due anni dopo Gasparri è quindi diventato giornalista professionista, iscritto all’Ordine dei giornalisti del Lazio. A fine anni ottanta diviene presidente nazionale del FUAN, gli universitari missini.
Nel 1991 diventa condirettore del quotidiano del MSI-DN Secolo d'Italia.

#### Deputato del MSI e di AN
All'interno del partito Gasparri rientrava nella corrente "Destra in movimento", che appoggiava la leadership di Fini, ottenendo un ruolo di spicco a partire dal 1988, quando Fini fu nominato segretario politico. Nel mezzo dello sconvolgimento politico di tangentopoli che azzera una parte di classe politica, tiene un atteggiamento di totale approvazione e appoggio delle indagini portate avanti con fermezza dalla magistratura.
Alle elezioni politiche del 1992 viene candidato alla Camera dei deputati, tra le liste del Movimento Sociale Italiano - Destra Nazionale nella circoscrizione Roma-Viterbo-Latina-Frosinone, risultando eletto deputato. Nello stesso periodo si mise in aspettativa come redattore, continuando tuttavia a dirigere il Secolo d'Italia fino al 1994. Nella XI legislatura della Repubblica è stato membro della 10ª Commissione Attività produttive, commercio e turismo.
Dal 22 febbraio 1993 al 29 aprile 1994 è stato consigliere comunale di Fiumicino (Roma) per il MSI-DN.
Alle elezioni politiche del 1994 viene ricandidato alla Camera nel collegio elettorale di Roma - Ciampino, sostenuto dalla coalizione di centro-destra Polo del Buon Governo in quota Alleanza Nazionale, venendo rieletto a Montecitorio con il 50,38% dei voti e superando i candidati dei Progressisti Laura Rozza (40,53%) e del Patto per l'Italia Sante Massimo Trabalza (9,09%).
In seguito alla nascita del primo Governo Berlusconi, l'11 maggio 1994 viene nominato dal Consiglio dei ministri sottosegretario di Stato al Ministero dell'interno, rimanendo in carica fino alla fine dell'esecutivo, dopo il ribaltone di Umberto Bossi, il 17 gennaio 1995.
Alle politiche del 1996 viene rieletto alla Camera, ha ricoperto il ruolo di vice-capogruppo del gruppo parlamentare di AN a Montecitorio.
Nel 1998 ha fondato il sito internet di informazione politica Destra.it.

#### Ministro delle Comunicazioni

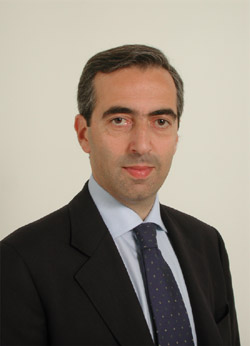
Gasparri rieletto alla Camera nel 2001

Torna ancora alla Camera nel 2001 e a partire dallo stesso anno e fino al 2005 è Ministro delle comunicazioni nel governo Berlusconi II. Con Ignazio La Russa ha guidato una corrente di AN, Destra Protagonista, che faceva riferimento alla rivista politica "EuroDestra", fino al superamento delle correnti nel partito. 
Nel 2001 la sua carriera politica ha raggiunto il suo punto più alto quando è stato chiamato, sempre da Berlusconi, a ricoprire l'incarico di Ministro delle comunicazioni.
In tale veste si è fatto promotore di una legge di riordino del sistema televisivo, nota come "legge Gasparri". La legge venne inizialmente rinviata alle Camere dal Presidente della Repubblica Carlo Azeglio Ciampi dieci giorni dopo la sua approvazione al Parlamento nel dicembre 2003, in quanto l'aumento del limite antitrust viola il principio del pluralismo sancito dall'articolo 21 della Costituzione ("Non c'è democrazia senza pluralismo e imparzialità dell'informazione"). Il governo Berlusconi si preoccupò allora di adottare subito un decreto legge (il decreto salvareti), che venne poi convertito in legge dal Parlamento il 23 febbraio 2004, aspramente criticato perché di fatto calpestava una sentenza della Consulta che ordinava la messa sul satellite di una rete Mediaset, ovvero Rete 4, con la conseguente perdita di pubblicità per Rai 3. Il nuovo testo della legge Gasparri è stato approvato in via definitiva il 29 aprile (dopo 130 sedute e la presentazione di 14.000 emendamenti), e promulgato dal Presidente il 3 maggio 2004.
Nel 2007 la Commissione Europea si è espressa in modo critico sulla legge con la motivazione che questa ha introdotto "vantaggi ingiustificati agli operatori analogici" già sul mercato, scoraggiando l'ingresso di nuovi operatori e ha perciò iniziato una procedura di infrazione nei confronti dell'Italia, poi sospesa quando il governo italiano si è impegnato ad adeguare la legge alla normativa europea che garantisce l'assegnazione trasparente delle frequenze televisive. A gennaio 2009, con decisione n.242, il Consiglio di Stato (riprendendo la questione già parzialmente decisa con la sentenza non definitiva del Consiglio n. 2622/08 del 31 maggio 2008) dà sostanzialmente ragione ad Europa 7, concedendole una "vittoria di Pirro" (danni esigibili dallo Stato per un solo milione di euro e un canale preso dal VHF III). Si calcolano così quattro sentenze a favore di Europa 7 dopo quelle della Corte di Giustizia Europea, Corte Costituzionale, e del TAR del Lazio.
Con il rimpasto di governo nell'aprile 2005, a seguito del tracollo della Casa delle Libertà alle elezioni regionali di quell'anno, non viene confermato ministro delle comunicazioni, venendo sostituito da Mario Landolfi preferito da Fini.

#### Attività societaria ed associativa
Rieletto alla Camera nel 2006, sempre in AN, diviene presidente della "Delegazione parlamentare presso l'assemblea dell'iniziativa centro-europea,  fino alla fine della legislatura nel 2008.
Nel 2007 entra anche nel CdA della società di telecomunicazioni Telit Communications in qualità di "director" (amministratore) non esecutivo. Per questa sua posizione viene coinvolto nell'inchiesta giornalistica di Report del maggio 2007 ("Il Mistero del Faraone"), che indagava sulla torbida vendita di Wind agli egiziani di Sawiris, e sull'uso dei cosiddetti "gsm-box", in quanto Telit era "presieduta da manager israeliani e che in Italia fa affari con Sawiris" (e con i gsm-box medesimi).
Nel 2007 fonda l'associazione Italia Protagonista, mentre a maggio dello stesso anno pubblica un libro, "Il cuore a destra", che ha presentato nel corso dell'estate in varie località d'Italia.

#### Capogruppo del PdL al Senato

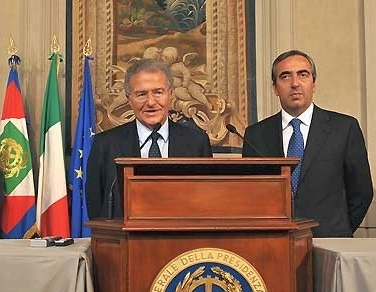
I capigruppo del PdL alla Camera e al Senato, Fabrizio Cicchitto e Maurizio Gasparri, al termine delle consultazioni al Quirinale (2008)

Alle elezioni politiche del 2008 viene eletto senatore ed è presidente del gruppo parlamentare Il Popolo della Libertà al Senato della Repubblica.
Il 5 novembre 2008, nel corso della registrazione del GR3 Rai parlando del presidente eletto degli Stati Uniti d'America e della lotta al terrorismo, ha dichiarato: «Con Obama alla Casa Bianca al-Qāʿida forse è più contenta». Gasparri dopo la sua dichiarazione ha avuto critiche dure da svariati esponenti del Partito Democratico (PD), a partire dalla capogruppo PD al Senato Anna Finocchiaro.
A novembre 2009 Gasparri è primo firmatario del disegno di legge "Misure per la tutela del cittadino contro la durata indeterminata dei processi, in attuazione dell'articolo 111 della Costituzione e dell'articolo 6 della Convenzione europea sui diritti dell'uomo", comunemente noto come processo breve. Gasparri ha presentato il provvedimento come parte di un «decalogo sulla giustizia» che comprenda anche «nuove norme antimafia, riforma del processo civile, riforma della professione forense, intercettazioni e riforma costituzionale della giustizia», auspicando che «Per incominciare, i magistrati inizino a lavorare di più». Nel settembre 2010 non segue Fini nella scissione del PdL, che dà vita a Futuro e Libertà.
A gennaio 2011 firma, insieme al presidente della Regione Lombardia Roberto Formigoni ed altri, una lettera aperta per chiedere ai cattolici italiani di sospendere ogni giudizio morale nei confronti di Silvio Berlusconi, indagato dalla procura di Milano per concussione e prostituzione minorile.

#### Vicepresidente del Senato

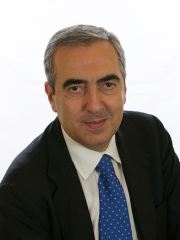
Maurizio Gasparri rieletto al Senato nel 2013

Alle elezioni politiche del 2013 viene ricandidato al Senato, tra le liste del Popolo delle Libertà nella circoscrizione Lazio in seconda posizione (dietro a Berlusconi), venendo rieletto a Palazzo Madama. Nella XVII legislatura della Repubblica è stato vicepresidente dell'ufficio di presidenza del Senato, eletto il 21 marzo 2013 con 96 voti, oltreché membro della 4ª Commissione Difesa, della Commissione parlamentare di vigilanza RAI e della Commissioni parlamentare d'inchiesta sul rapimento e morte di Aldo Moro.
Il 16 novembre 2013, con la sospensione delle attività del Popolo della Libertà, aderisce alla rinascita di Forza Italia, diventando il successivo 24 marzo 2014 membro del Comitato di presidenza. È inoltre membro del CdA della Fondazione AN.

#### Presidente della Giunta delle elezioni e delle immunità parlamentari del Senato
Alle elezioni politiche del 2018 venne ricandidato in Forza Italia e rieletto senatore nella medesima circoscrizione. Con l'inizio della XVIII legislatura, il 18 luglio 2018 è eletto presidente della Giunta delle elezioni e delle immunità parlamentari del Senato.
Nel dicembre 2019 è tra i 64 firmatari (di cui 41 di Forza Italia) per il referendum confermativo sul taglio dei parlamentari: pochi mesi prima i senatori berlusconiani avevano disertato l'aula in occasione della votazione sulla riforma costituzionale. Il mese seguente viene scelto come commissario romano di Forza Italia. Il 12 maggio 2020 Berlusconi nomina un nuovo coordinamento di 14 persone tra le quali c’è anche Gasparri.
Il 3 luglio 2020 un articolo de Il Fatto Quotidiano rende noto che dal 1º giugno dello stesso anno, dopo 9 anni di lavoro e 28 di aspettativa, Gasparri risulta essere in pensione come giornalista in quanto ha maturato ed ottenuto i requisiti per la quiescenza ed il trattamento previdenziale.

#### Ritorno alla vicepresidenza del Senato e Capogruppo di Forza Italia al Senato
Alle elezioni politiche anticipate del 2022 viene ricandidato al Senato, tra le liste di Forza Italia nel collegio plurinominale Lazio - 02 in terza posizione dietro a Berlusconi e Anna Maria Bernini, risultando rieletto.
Agli inizi della XIX legislatura ha presentato due proposta di legge che ostacolerebbero l'accesso e il diritto all'interruzione volontaria di gravidanza: il primo che prevede il riconoscimento giuridico del feto attraverso la modifica dell’articolo 1 del Codice Civile e la seconda che istituisce la “giornata della vita nascente” facilitando il lavoro (anche all'interno delle scuole pubbliche) delle associazioni antiabortiste.
Il 19 ottobre 2022 viene eletto vicepresidente del Senato con 90 voti, incarico che ricopre fino al 21 novembre 2023, quando si dimette venendo contestualmente eletto capogruppo di Forza Italia.
Il 7 dicembre 2022 riceve il Premio Internazionale Bonifacio VIII "per una cultura della Pace", dall'Accademia Bonifaciana di Anagni (Fr), su proposta del Rettore Presidente Gr. Uff. Dott. Sante De Angelis e alla presenza del Presidente del Comitato Scientifico monsignore Enrico dal Covolo..

## Posizioni politiche
Si è dichiarato contrario ai matrimoni gay, definendoli «contro-natura», e alle adozioni gay, affermando «la vita nasce dall'incontro di uomo e donna». Durante gli anni di Alleanza Nazionale è stato membro della corrente interna "Area Vasta" di Giuseppe Tatarella prima e "Destra Protagonista" guidata da Ignazio La Russa e Gasparri stesso poi, che si richiamano al conservatorismo nazionale, maggiormente vicina a Silvio Berlusconi e sostenitori dell'alleanza con quest'ultimo, da qui l'appellativo di berluscones; a seguito dello scioglimento del Popolo della Libertà non ha seguito né lo storico compagno di partito Gianfranco Fini in Futuro e Libertà per l'Italia né il compagno di lunga data La Russa in Fratelli d'Italia, formazione nata per raccogliere l'eredità politica del MSI e di AN, preferendo entrare a far parte della ricostituita Forza Italia di Berlusconi nel 2013.

## Controversie giudiziarie

### Peculato
A dicembre 2013 Gasparri viene indagato per peculato dalla procura di Roma. Secondo i magistrati di Roma, il 22 marzo 2012 si sarebbe appropriato - tramite la Banca Nazionale del Lavoro del Senato - di 600.000 euro (fondi del gruppo PdL a Palazzo Madama), utilizzandoli per l'acquisto di una polizza a vita a lui intestata e i cui beneficiari, in caso di morte dell'assicurato, erano i suoi eredi legittimi. Gasparri aveva riversato la somma al gruppo PdL il 1º febbraio 2013.
Il 17 febbraio 2014 la procura di Roma chiede il rinvio a giudizio di Gasparri con l'accusa di peculato. Il successivo 16 aprile il GUP di Roma accoglie la richiesta e rinvia Gasparri a giudizio.
Il 6 aprile 2016 il Tribunale di Roma assolve Gasparri dalle accuse a lui rivolte perché "il fatto non sussiste".

### Ingiuria
Il 30 agosto 2013, durante un'accesa discussione su Twitter, Gasparri risponde a Riccardo Puglisi (ricercatore di economia dell'Università di Pavia e responsabile delle politiche economiche del movimento politico Italia Unica) scrivendogli un tweet con scritto: "Ignorante presuntuoso, fai vomitare". In seguito a ciò Puglisi querela Gasparri per ingiuria.
Il 25 maggio 2015 la procura di Pavia cita a giudizio Gasparri con l'accusa di ingiuria. A gennaio 2016, tuttavia, il decreto legislativo 7/2016 abroga il reato di ingiuria e lo trasforma in un illecito civile, punito con una sanzione pecuniaria. Il 2 maggio dello stesso anno il giudice di pace di Pavia assolve pertanto Gasparri dall'accusa di ingiuria perché "il fatto non costituisce più reato".

### Querele per diffamazione
A maggio 2015 Gasparri querela per diffamazione il rapper Fedez, che in precedenza lo aveva querelato; mentre nel maggio 2022 querela il saggista Eric Gobetti e Laterza editore per un libro sui massacri delle foibe, che, secondo il suo punto di vista, contiene citazioni false e diffamatorie contro il suo ruolo nelle istituzioni della Repubblica italiana.
Il 20 luglio 2024 querela lo scrittore e attivista di gazebi Pavlo Polyev (ex militante di centro destra) dei Giovani Democratici attualmente attivo a Trento presso varie associazioni (Meglio Legale, Arcigay, Codice Sorgente, Arci,  ecc). La querela fu avviata per un commento su Instagram ritenuto diffamatorio da Gasparri: esso era riferito a diversi temi, dalla GPA alla cannabis, e in quell'occasione Gasparri era stato accusato in particolare di diffondere il "proibizionismo nazionalista conservatore" reazionario.

## Caso Cyberealm
Il 3 dicembre 2023 il programma televisivo Report manda in onda un'inchiesta su Gasparri, dove emerge che (dimessosi 3 giorni prima da vicepresidente del Senato dopo un'anticipazione della puntata, trasmessa da Report la settimana prima) ha tenuto nascosto che ricopre l'incarico di presidente di Cyberealm, società di cybersicurezza che opera con enti della Pubblica amministrazione e con lo stato italiano, al momento della sua rielezione a senatore nel 2022, mentre i parlamentari sono obbligati a dichiarare tutti i loro incarichi per evitare conflitto di interessi. È il caso di Gasparri, che siede in Vigilanza Rai e nella commissione Esteri e Difesa in Senato, che si occupa di sicurezza digitale e attacchi informatici. Inoltre la società presieduta da Gasparri opera con agenti dei servizi israeliani. Scrive Il Fatto Quotidiano: "Gasparri sapeva dell’inchiesta di Report da 2 mesi: di qui il tentativo di delegittimare Report con l’audizione di "Sigfrido Ranucci" in Vigilanza, il 7 novembre."
Successivamente la giunta delle elezioni e delle immunità parlamentari, al termine di un'istruttoria guidata dal senatore Manfredi Potenti (LSP), dichiarò l’incarico di Gasparri in Cyberealm compatibile col ruolo di senatore perché "la società non intrattiene rapporti con la pubblica amministrazione". Ma Il Fatto Quotidiano scopre che Cyberealm detiene quote della Atlantica Cyber Security Srl, tra le cui partecipate c'è Atlantica Digital S.p.a, che in passato aveva vinto (in modo lecito) appalti pubblici, anche con la Rai, di cui è fornitrice. Il conflitto di interessi non dichiarato può comportare la decadenza da parlamentare. Il 6 marzo 2024 Gasparri si dimise da Cyberealm con una lettera al presidente del Senato La Russa. Report commentò: "Le dimissioni dalla società confermano che Report aveva ragione. Alla fine anche Gasparri si è dovuto arrendere all’evidenza dei fatti”. Inoltre, secondo il programma, la giunta delle elezioni e delle immunità parlamentari aveva preso decisioni “per ragioni politiche, senza compiere alcuna istruttoria” e il presidente La Russa non aveva “avviato alcun procedimento disciplinare”.

## Imitazioni
In televisione Gasparri è stato oggetto di una celebre caricatura ad opera dell'attore Neri Marcorè, apparsa su Rai 2 nella trasmissione L'ottavo nano, su Rai 3 nella trasmissioni Raiot e Parla con me, infine su LA7 nel programma The show must go off, e di una parodia di Crozza nel programma di Giovanni Floris Dimartedì su La7, in seguito alle sue dichiarazioni su due ragazze rapite in Siria dagli islamisti dell'ISIS e poi rilasciate, pare contro un riscatto.